# (9611) Anouck
(9611) Anouck (1992 RF7) – planetoida z pasa głównego asteroid okrążająca Słońce w ciągu 5,69 lat w średniej odległości 3,19 j.a. Odkryta 2 września 1992 roku.